# Conception de la maladie chez les Inuits
 (février 2015).
Les Inuits voient la maladie comme étant une trajectoire dans le corps. Elle entre et en ressort selon un chemin prédéfini. La maladie est un mal externe qui pourtant se cache à l’intérieur de l’objet-corps, jusqu’à ce qu’elle en ressorte. La maladie exécute donc une traversée du corps.

## Les catégories de maladies
La maladie est divisée en quatre catégories chez les Inuits.
La première est appelée « aanniaq » : elle correspond aux maux visibles de l’anatomie externe. Ces maux ont une certitude raisonnable de guérison. Par exemple : les maux de tête, les maux de gorge, les rhumes, l'ophtalmie des neiges, les maux de dents, les maux d’oreille (mis à part les otites), l'épilepsie, les indigestions, engelures, affections dermatologiques.
La seconde catégorie se nomme « qanima ». Celle-ci comporte les malaises internes, peu ou pas connues, il est impossible de savoir si la personne guérira rapidement. Il s’agit de diverses affections telles que : l’état dépressif, la grippe, l’asthme, la tuberculose, les affections arthritiques, cardiaques, rénales, le cancer ainsi que le sida.
Les catégories aanniniq et piusirluniq sont plus vagues. La première est une douleur consécutive à un choc, des maux tels que les coupures, les brûlures et les fractures. La seconde est un handicap de naissance ou non. Les affections telles que la surdité, la cécité, les malformations et le somnambulisme. Chacune de ses catégories à des critères précis.

## Critères de chacune des maladies

### Aanniaq
Aanniaq est une manifestation le plus souvent externe et visible. On la constate immédiatement. Il s’agit le plus souvent d’un mal qui est connu des autochtones. C’est en fait une sensation douloureuse et qui est souvent continue. Il est possible de guérir à l’aide de médicaments, mais il y a aussi la possibilité d’une guérison spontanée. Il y aura donc une guérison rapide ou, du moins, dans un délai raisonnable. Il s’agit là d’un état transitoire. Un état qui est davantage vécu comme un désagrément que comme une source d’inquiétude. Cette catégorie ne semble pas s’appliquer aux troubles d’ordre psychique. Les maux qui la constituent peuvent être susceptibles d’évoluer en qanima à la suite de complications. Cela peut éventuellement entraîner la mort sous réserve d’évolution. C’est une classe d’affections fréquente depuis les premiers contacts avec les Qallunaat (Les Blancs).

### Qanima

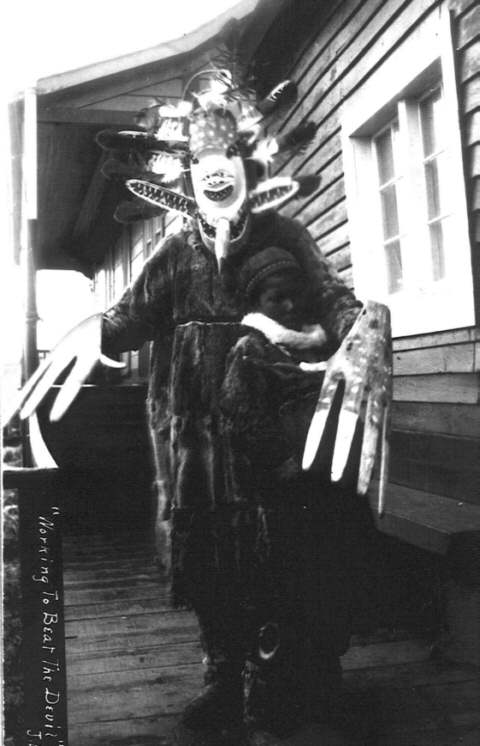

Les qanima sont des affections internes et invisibles, elles sont moins manifestes qu’aanniaq. Il s’agit d’un trouble physique ou psychique. Dans certains cas, il y a une absence de douleur. Ces maux peuvent être peu connus, difficiles à identifier et à localiser. Ils sont souvent générateurs d’inquiétudes et d’angoisses. Il n’y a pas ou peu de médications connues. La guérison risque d’être lente ou du moins, difficile à évaluer. C’est un état permanent ou chronique (cardiaque ou asthme). Domaine jadis réservé à l’angakkuq (au chamane). Ces affections peuvent éventuellement entraîner la mort. C’était jadis la principale cause de décès.

### Aanniniq
Les maladies aanniniq sont un traumatisme provoqué par un choc, une chute ou un coup reçu. C’est une sensation douloureuse éprouvée soudainement. La douleur peut être discontinue. Les causes connues sont les accidents, les bagarres, etc. Cela nécessite un bandage, d’une attelle, d’un plâtre, etc. Elles sont susceptibles de ne pas provoquer une trop grande inquiétude. C’est souvent un état transitoire. Cette catégorie est susceptible d’évolution et elle peut éventuellement entraîner la mort.

### Piusirluniq
Ce sont des affections de naissance, physique ou psychique, il s’agit souvent d’un handicap ou d’une infirmité. Cela peut être un handicap survenu à la suite d’un accident. Une amélioration est possible, mais cela sans guérison. Cette catégorie de maladies peut éventuellement entraîner une mort précoce.